# Haubenhof (Kammerstein)
Haubenhof (fränkisch: Haumhuf) ist ein Gemeindeteil der Gemeinde Kammerstein im Landkreis Roth (Mittelfranken, Bayern).  Haubenhof liegt in der Gemarkung Barthelmesaurach.

## Geografie
Der Weiler ist allseitig von Waldgebieten umgeben, im Norden vom Schwabenholz. 1 km westlich befindet sich die Flur Fichtig. Ein Anliegerweg führt nach Mildach zur Kreisstraße RH 5 (0,8 km nordöstlich).

## Geschichte
Im Jahre 1349 wurde der Ort als „Pirkenhoffe“ erstmals urkundlich erwähnt. Zu dieser Zeit gehörte der Ort noch den Herren von Nassau. In der Folgezeit kam er an die Burggrafschaft Nürnberg, schließlich an das Markgraftum Ansbach. Laut dem Salbuch des markgräflichen Amtes Schwabach des Jahres 1434 war „Pirckenhof“ ein Ganzhof. 1623 übte das Oberamt Windsbach das Hochgericht aus. Im Jahre 1491 wurde der Ort erstmals „Haubenhof“ genannt. Die ursprüngliche Form bezieht sich auf einen Birkenbestand, die heutige Form wohl auf eine Eigenschaft des Hofgebäudes (mhd. hūbe für Haube).
Gegen Ende des 18. Jahrhunderts gehörte Haubenhof zur Realgemeinde Mildach. Das Hochgericht übte das brandenburg-ansbachische Kasten- und Stadtvogteiamt Windsbach aus. Der Ganzhof war nunmehr in zwei Halbhöfen zerschlagen, die das brandenburg-ansbachische Kastenamt Schwabach als Grundherrn hatten. Unter der preußischen Verwaltung (1792–1806) des Fürstentums Ansbach erhielt Haubenhof bei der Vergabe der Hausnummern die Nr. 1 und 2 des Ortes Mildach. Von 1797 bis 1808 unterstand der Ort dem Justiz- und Kammeramt Windsbach. Es gab zu dieser Zeit eine Untertansfamilie.
Im Rahmen des Gemeindeedikts wurde Haubenhof dem 1808 gebildeten Steuerdistrikt Barthelmesaurach und der 1810 gegründeten Ruralgemeinde Barthelmesaurach zugeordnet. Am 1. Mai 1978 wurde diese im Zuge der Gebietsreform in Bayern nach Kammerstein eingemeindet.

## Einwohnerentwicklung
| Jahr      | 001818 | 001840 | 001861 | 001871 | 001885 | 001900 | 001925 | 001950 | 001961 | 001970 | 001987 |
| Einwohner | 14     | 12     | 12     | 26     | 23     | 19     | 19     | 26     | 22     | 17     | 20     |
| Häuser    | 2      | 2      |        |        | 4      | 4      | 4      | 4      | 4      |        | 5      |
| Quelle    | [ 15 ] | [ 16 ] | [ 17 ] | [ 18 ] | [ 19 ] | [ 20 ] | [ 21 ] | [ 22 ] | [ 23 ] | [ 24 ] | [ 1 ]  |

## Religion
Der Ort ist seit der Reformation evangelisch-lutherisch geprägt und bis heute nach St. Bartholomäus (Barthelmesaurach) gepfarrt. Die Katholiken sind nach St. Vitus (Veitsaurach) gepfarrt.